# Juego de Estrellas de la LMB
El Juego de Estrellas de la Liga Mexicana de Béisbol (LMB) es un partido que marca exactamente la mitad de la temporada, en donde actualmente se enfrentan las selecciones de las zonas Norte y Sur.

## Historia
El primer juego de estrellas se llevó a cabo el 29 de agosto de 1939 en el desaparecido Parque Delta de la Ciudad de México, en un encuentro entre las selecciones de Ernesto Carmona y Manuel Oliveros, el partido terminó en 11 entradas 1 carrera a 0 a favor del equipo de Oliveros, Apolinar Pulido Polín pegó cuadrangular de campo al jardín derecho a Ramón Bragaña. En su momento el Juego de Estrellas definía la localía en el arranque de la Serie del Rey, siendo la temporada 2016 la última vez que esto ocurrió.
El mánager con más Juegos de Estrellas dirigidos es Guillermo "Memo" Garibay con 13, seguido de Lázaro Salazar, Santos Amaro y José "Zacatillo" Guerrero con 7. Mientras que el mismo Guillermo "Memo" Garibay es el timonel con más triunfos obtenidos con 8, seguido de Francisco "Paquín" Estrada con 5, y con 4 Lázaro Salazar, Santos Amaro y Marco Antonio Vázquez.
En cuanto a los lanzadores, Francisco Campos es el pitcher con más apariciones en Juegos de Estrellas con 14 y de juegos iniciados con 9, Román Ramos el que más victorias ha obtenido con 3, Francisco "Panchillo" Ramírez el que más entradas ha lanzado con 26 y el que más ponches consiguió con 19, y el dominicano Máximo de la Rosa el que más juegos salvados tiene con 3.
Respecto a los bateadores, José Luis "Borrego" Sandoval con 21 apariciones es el que más juegos ha disputado, Ángel Castro es el líder de veces al bat con 57, Miguel "Becerril" Fernández el que más carreras anotadas ha conseguido con 13, el venezolano Luis "Camaleón" García con 21 es el líder de hits y de hits dobles con 6, en cuanto a los hits triples Epitacio "La Mala" Torres, Miguel "Becerril" Fernández y el cubano Ángel Scull son los máximos tripleros con 2; en el departamento de cuadrangulares David Domínguez y Roberto Vizcarra han conectado 3, Andrés Mora es el líder de carreras producidas con 12, Daniel Fernández el que más bases por bolas ha obtenido con 9, y el dominicano Ramón Espinoza y Luis "Rayo" Arredondo son los líderes de bases robadas con 3. El estadounidense Willie Aikens es el mejor bateador designado.

## Formato
Se han realizado 86 ediciones del juego de estrellas de la siguiente manera:
- 44 entre las selecciones de la Zona Norte y Zona Sur.
- 30 entre las selecciones de Extranjeros y Mexicanos.
- 10 entre las selecciones de la Liga Mexicana y la Liga de Texas.
- 3 entre las selecciones de Cuba y la Liga Mexicana.
- 1 entre un equipo combinado de la Liga Mexicana y los Tigres Capitalinos.
- 1 entre las selecciones de Ernesto Carmona y Manuel Oliveros.

### Actual
Durante el receso de mitad de campaña se realiza entre los mejores jugadores de las zonas Norte y Sur. Generalmente se efectúa en la última semana de junio o a principios de julio.
El mánager del equipo de cada zona, es el mánager del club campeón de zona del año anterior. Este honor se le otorga a la persona y no al equipo, por lo que es posible que el seleccionado no siga perteneciendo al equipo con el cual ganó.
Los aficionados pueden votar por sus jugadores favoritos a través de la página oficial de la liga.

## Ediciones
| Juegos de Estrellas |                          |             |           |               |          |                                             |                                |
| Edición             | Fecha                    | Ganador     | Resultado | Perdedor      | Entradas | Sede                                        | Ciudad                         |
| I                   | 29 de agosto de 1939     | Oliveros    | 1-0       | Carmona       | 11       | Parque Delta                                | México, D. F.                  |
| II                  | 16 de septiembre de 1942 | Zona Sur    | 15-6      | Zona Norte    | 9        | Parque Delta                                | México, D. F.                  |
| III                 | 27 de julio de 1943      | Zona Norte  | 6-3       | Zona Sur      | 9        | Parque Cuauhtémoc                           | Monterrey, Nuevo León          |
| IV                  | 16 de agosto de 1944     | Zona Norte  | 14-5      | Zona Sur      | 9        | Parque Delta                                | México, D. F.                  |
| V                   | 4 de julio de 1945       | Zona Sur    | 6-5       | Zona Norte    | 10       | Parque La Junta                             | Nuevo Laredo, Tamaulipas       |
| VI                  | 9 de julio de 1946       | Zona Sur    | 11-8      | Zona Norte    | 9        | Parque Delta                                | México, D. F.                  |
| VII                 | 16 de septiembre de 1947 | Extranjeros | 5-2       | Mexicanos     | 9        | Parque Delta                                | México, D. F.                  |
| VIII                | 16 de septiembre de 1948 | Mexicanos   | 3-2       | Extranjeros   | 10       | Parque Delta                                | México, D. F.                  |
| IX                  | 13 de septiembre de 1949 | Extranjeros | 5-3       | Mexicanos     | 9        | Parque Delta                                | México, D. F.                  |
| X                   | 12 de septiembre de 1950 | Extranjeros | 12-6      | Mexicanos     | 7 1/3    | Parque Delta                                | México, D. F.                  |
| XI                  | 4 de septiembre de 1951  | Extranjeros | 6-3       | Mexicanos     | 5 1/3    | Parque Delta                                | México, D. F.                  |
| XII                 | 10 de septiembre de 1952 | Extranjeros | 8-2       | Mexicanos     | 9        | Parque Delta                                | México, D. F.                  |
| XIII                | 19 de agosto de 1953     | Mexicanos   | 4-3       | Extranjeros   | 9        | Parque Delta                                | México, D. F.                  |
| XIV                 | 3 de agosto de 1954      | Mexicanos   | 1-0       | Extranjeros   | 10       | Parque Cuauhtémoc                           | Monterrey, Nuevo León          |
| XV                  | 22 de junio de 1955      | Extranjeros | 6-5       | Mexicanos     | 9        | Parque del Seguro Social                    | México, D. F.                  |
| XVI                 | 25 de junio de 1956      | Extranjeros | 7-1       | Mexicanos     | 9        | Parque del Seguro Social                    | México, D. F.                  |
| XVII                | 6 de agosto de 1956      | Mexicanos   | 10-4      | Extranjeros   | 9        | Parque Cuauhtémoc                           | Monterrey, Nuevo León          |
| XVIII               | 1 de julio de 1957       | Mexicanos   | 8-7       | Extranjeros   | 9        | Parque del Seguro Social                    | México, D. F.                  |
| XIX                 | 7 de julio de 1958       | Mexicanos   | 4-3       | Extranjeros   | 9        | Parque del Seguro Social                    | México, D. F.                  |
| XX                  | 12 de julio de 1959      | LMB         | 9-3       | TXL           | 9        | Parque del Seguro Social                    | México, D. F.                  |
| XXI                 | 13 de junio de 1960      | Mexicanos   | 8-7       | Extranjeros   | 11       | Parque del Seguro Social                    | México, D. F.                  |
| XXII                | 10 de julio de 1960      | TXL         | 7-2       | LMB           | 9        | Mission Stadium                             | San Antonio, Texas             |
| XXIII               | 19 de junio de 1961      | Mexicanos   | 8-5       | Extranjeros   | 9        | Estadio Ignacio Zaragoza                    | Puebla, Puebla                 |
| XXIV                | 26 de junio de 1961      | Extranjeros | 11-5      | Mexicanos     | 9        | Parque del Seguro Social                    | México, D. F.                  |
| XXV                 | 16 de julio de 1961      | LMB         | 8-3       | TXL           | 9        | Parque del Seguro Social                    | México, D. F.                  |
| XXVI                | 30 de julio de 1961      | LMB         | 12-3      | TXL           | 9        | Mission Stadium                             | San Antonio, Texas             |
| XXVII               | 25 de junio de 1962      | Mexicanos   | 13-8      | Extranjeros   | 9        | Parque del Seguro Social                    | México, D. F.                  |
| XXVIII              | 10 de julio de 1962      | Extranjeros | 9-1       | Mexicanos     | 9        | Parque Deportivo Veracruzano                | Veracruz, Veracruz             |
| XXIX                | 3 de junio de 1963       | Mexicanos   | 8-4       | Extranjeros   | 9        | Parque Deportivo Veracruzano                | Veracruz, Veracruz             |
| XXX                 | 20 de junio de 1963      | Mexicanos   | 12-8      | Extranjeros   | 9        | Estadio Adolfo López Mateos                 | Reynosa, Tamaulipas            |
| XXXI                | 26 de agosto de 1963     | Mexicanos   | 8-7       | Extranjeros   | 10       | Parque del Seguro Social                    | México, D. F.                  |
| XXXII               | 4 de junio de 1964       | Extranjeros | 3-1       | Mexicanos     | 9        | Estadio Ignacio Zaragoza                    | Puebla, Puebla                 |
| XXXIII              | 27 de julio de 1964      | Extranjeros | 5-3       | Mexicanos     | 9        | Estadio Tecnológico de la UDG               | Guadalajara, Jalisco           |
| XXXIV               | 18 de junio de 1965      | Extranjeros | 7-2       | Mexicanos     | 9        | Parque Jaime J. Merino                      | Poza Rica, Veracruz            |
| XXXV                | 3 de junio de 1966       | Combinado   | 6-4       | Tigres        | 10       | Parque del Seguro Social                    | México, D. F.                  |
| XXXVI               | 6 de julio de 1967       | Extranjeros | 6-5       | Mexicanos     | 9        | Parque Cuauhtémoc                           | Monterrey, Nuevo León          |
| XXXVII              | 19 de agosto de 1968     | Mexicanos   | 5-1       | Extranjeros   | 9        | Parque del Seguro Social                    | México, D. F.                  |
| XXXVIII             | 18 de agosto de 1969     | Mexicanos   | 5-2       | Extranjeros   | 9        | Parque del Seguro Social                    | México, D. F.                  |
| XXXIX               | 19 de julio de 1971      | Zona Norte  | 6-0       | Zona Sur      | 9        | Estadio Francisco I. Madero                 | Saltillo, Coahuila             |
| XL                  | 31 de mayo de 1973       | Mexicanos   | 11-7      | Extranjeros   | 9        | Parque del Seguro Social                    | México, D. F.                  |
| XLI                 | 3 de julio de 1974       | Mexicanos   | 17-6      | Extranjeros   | 9        | Estadio Rosa Laguna                         | Gómez Palacio, Durango         |
| XLII                | 30 de junio de 1976      | Zona Sur    | 7-6       | Zona Norte    | 9        | Parque del Seguro Social                    | México, D. F.                  |
| XLIII               | 21 de julio de 1981      | Zona Norte  | 7-5       | Zona Sur      | 9        | Parque del Seguro Social                    | México, D. F.                  |
| XLIV                | 14 de junio de 1982      | Zona Norte  | 4-3       | Zona Sur      | 9        | Estadio Kukulcán                            | Mérida, Yucatán                |
| XLV                 | 6 de junio de 1983       | Zona Sur    | 11-9      | Zona Norte    | 9        | Estadio Ángel Castro                        | Tampico, Tamaulipas            |
| XLVI                | 7 de junio de 1983       | Zona Norte  | 5-2       | Zona Sur      | 9        | Parque del Seguro Social                    | México, D. F.                  |
| XLVII               | 14 de mayo de 1984       | Zona Norte  | 8-2       | Zona Sur      | 5 1/3    | Parque Alberto Romo Chávez                  | Aguascalientes, Aguascalientes |
| XLVIII              | 19 de junio de 1985      | Zona Sur    | 5-0       | Zona Norte    | 9        | Parque Centenario 27 de Febrero             | Villahermosa, Tabasco          |
| XLIX                | 18 de junio de 1986      | Zona Sur    | 7-5       | Zona Norte    | 9        | Estadio Francisco I. Madero                 | Saltillo, Coahuila             |
| L                   | 14 de mayo de 1987       | Zona Sur    | 19-7      | Zona Norte    | 9        | Estadio Hermanos Serdán                     | Puebla, Puebla                 |
| LI                  | 6 de junio de 1988       | Zona Norte  | 8-0       | Zona Sur      | 9        | West Martin Field                           | Laredo, Texas                  |
| LII                 | 22 de mayo de 1989       | Zona Sur    | 8-3       | Zona Norte    | 9        | Parque del Seguro Social                    | México, D. F.                  |
| LIII                | 11 de junio de 1990      | Zona Sur    | 9-8       | Zona Norte    | 9        | Estadio Venustiano Carranza                 | Campeche, Campeche             |
| LIV                 | 30 de mayo de 1991       | Zona Sur    | 10-6      | Zona Norte    | 9        | Estadio Monterrey                           | Monterrey, Nuevo León          |
| LV                  | 4 de junio de 1992       | Zona Norte  | 8-7       | Zona Sur      | 9        | Estadio Kukulcán                            | Mérida, Yucatán                |
| LVI                 | 27 de mayo de 1993       | Zona Sur    | 1-0       | Zona Norte    | 9        | Estadio Tecnológico de la UDG               | Guadalajara, Jalisco           |
| LVII                | 12 de junio de 1994      | LMB         | 4-3       | TXL           | 9        | Estadio Monterrey                           | Monterrey, Nuevo León          |
| LVIII               | 13 de junio de 1994      | TXL         | 5-1       | LMB           | 9        | Wolff Stadium                               | San Antonio, Texas             |
| LIX                 | 11 de junio de 1995      | LMB         | 3-2       | TXL           | 9        | Cohen Stadium                               | El Paso, Texas                 |
| LX                  | 13 de junio de 1995      | TXL         | 5-1       | LMB           | 9        | Estadio Revolución                          | Torreón, Coahuila              |
| LXI                 | 20 de mayo de 1996       | Zona Sur    | 6-2       | Zona Norte    | 9        | Parque del Seguro Social                    | México, D. F.                  |
| LXII                | 2 de junio de 1997       | Zona Sur    | 4-2       | Zona Norte    | 9        | Estadio Monclova                            | Monclova, Coahuila             |
| LXIII               | 1 de junio de 1998       | Zona Sur    | 3-1       | Zona Norte    | 9        | Estadio Kukulcán                            | Mérida, Yucatán                |
| LXIV                | 31 de mayo de 1999       | Zona Sur    | 7-2       | Zona Norte    | 9        | Estadio Eduardo Vasconcelos                 | Oaxaca, Oaxaca                 |
| LXV                 | 18 de mayo de 2000       | TXL         | 12-2      | LMB           | 9        | Cohen Stadium                               | El Paso, Texas                 |
| LXVI                | 20 de mayo de 2000       | TXL         | 3-0       | LMB           | 9        | Estadio Monterrey                           | Monterrey, Nuevo León          |
| LXVII               | 17 de junio de 2001      | Mexicanos   | 9-0       | Extranjeros   | 9        | Foro Sol                                    | México, D. F.                  |
| LXVIII              | 25 de mayo de 2002       | LMB         | 6-2       | Cuba          | 9        | Estadio Francisco I. Madero                 | Saltillo, Coahuila             |
| LXIX                | 26 de mayo de 2002       | LMB         | 5-4       | Cuba          | 9        | Estadio Monterrey                           | Monterrey, Nuevo León          |
| LXX                 | 27 de mayo de 2002       | LMB         | 3-0       | Cuba          | 9        | Estadio Calixto García Íñiguez              | Holguín, Cuba                  |
| LXXI                | 25 de mayo de 2003       | Zona Norte  | 10-5      | Zona Sur      | 9        | Estadio Nelson Barrera Romellón             | Campeche, Campeche             |
| LXXII               | 6 de mayo de 2004        | Zona Norte  | 7-2       | Zona Sur      | 9        | Estadio Revolución                          | Torreón, Coahuila              |
| LXXIII              | 29 de mayo de 2005       | Zona Norte  | 10-9      | Zona Sur      | 9        | Estadio Hermanos Serdán                     | Puebla, Puebla                 |
| LXXIV               | 28 de mayo de 2006       | Zona Norte  | 4-2       | Zona Sur      | 9        | Parque Alberto Romo Chávez                  | Aguascalientes, Aguascalientes |
| LXXV                | 3 de junio de 2007       | Zona Norte  | 5-3       | Zona Sur      | 9        | Parque Deportivo Universitario "Beto Ávila" | Veracruz, Veracruz             |
| LXXVI               | 1 de junio de 2008       | Zona Sur    | 10-4      | Zona Norte    | 9        | Estadio Calimax                             | Tijuana, Baja California       |
| LXXVII              | 7 de junio de 2009       | Zona Norte  | 13-3      | Zona Sur      | 9        | Estadio Beto Ávila                          | Cancún, Quintana Roo           |
| LXXVIII             | 25 de mayo de 2010       | Zona Madero | 4-3       | Zona Hidalgo  | 9        | Estadio Monumental Chihuahua                | Chihuahua, Chihuahua           |
| LXXIX               | 29 de mayo de 2011       | Zona Sur    | 11-1      | Zona Norte    | 9        | Estadio Francisco I. Madero                 | Saltillo, Coahuila             |
| LXXX                | 19 de mayo de 2012       | Zona Sur    | 6-3       | Zona Norte    | 11       | Estadio Monterrey                           | Monterrey, Nuevo León          |
| LXXXI               | 12 de mayo de 2013       | Zona Sur    | 11-2      | Zona Norte    | 9        | Estadio Eduardo Vasconcelos                 | Oaxaca, Oaxaca                 |
| LXXXII              | 1 de junio de 2014       | Zona Sur    | 5-1       | Zona Norte    | 9        | Estadio Beto Ávila                          | Cancún, Quintana Roo           |
| LXXXIII             | 31 de mayo de 2015       | Zona Sur    | 7-6       | Zona Norte    | 10       | Parque Kukulcán Alamo                       | Mérida, Yucatán                |
| LXXXIV              | 5 de junio de 2016       | Zona Norte  | 8-4       | Zona Sur      | 9        | Estadio Monterrey                           | Monterrey, Nuevo León          |
| LXXXV               | 18 de junio de 2017      | Zona Norte  | 4-3       | Zona Sur      | 9        | Estadio Nelson Barrera Romellón             | Campeche, Campeche             |
| LXXXVI              | 29 de junio de 2018      | Zona Sur    | 10-2      | Zona Norte    | 9        | Parque Kukulcán Alamo                       | Mérida, Yucatán                |
| LXXXVII             | 16 de junio de 2019      | Zona Norte  | 11-6      | Zona Sur      | 9        | Estadio Alfredo Harp Helú                   | Ciudad de México               |
| LXXXVIII            | 19 de junio de 2022      | Zona Norte  | 10-6      | Zona Sur      | 9        | Estadio Monclova                            | Monclova, Coahuila             |
| LXXXIX              | 18 de junio de 2023      | Zona Sur    | 2-1       | Zona Norte    | 9        | Parque Centenario 27 de Febrero             | Villahermosa, Tabasco          |
| XC                  | 25 de mayo de 2024       | Zona Norte  | 5-2       | Zona Sur      | 9        | Parque Deportivo Universitario "Beto Ávila" | Veracruz, Veracruz             |
| XCI                 | 29 y 30 de junio de 2025 | México      | 4-3       | Estrellas LMB | 7        | Estadio Alfredo Harp Helú                   | Ciudad de México               |

### Ganadores del Juego de Estrellas
| Equipo/Zona   | Juegos Ganados | Juegos Perdidos | Ediciones Ganadas |
| ------------- | -------------- | --------------- | --- |
| Zona Sur      | 24             | 21              | II, V, VI, XLII, XLV, XLVIII, XLIX, L, LII, LIII, LIV, LVI, LXI, LXII, LXIII, LXIV, LXXVI, LXXIX, LXXX, LXXXI, LXXXII, LXXXIII, LXXXVI, LXXXIX |
| Zona Norte    | 21             | 24              | III, IV, XXXIX, XLIII, XLIV, XLVI, XLVII, LI, LV, LXXI, LXXII, LXXIII, LXXIV, LXXV, LXXVII, LXXVIII, LXXXIV, LXXXV, LXXXVII, LXXXVIII, XC      |
| Mexicanos     | 17             | 13              | VIII, XIII, XIV, XVII, XVIII, XIX, XXI, XXIII, XXVII, XXIX, XXX, XXXI, XXXVII, XXXVIII, XL, XLI, LXVII                                         |
| Extranjeros   | 13             | 17              | VII, IX, X, XI, XII, XV, XVI, XXIV, XXVIII, XXXII, XXXIII, XXXIV, XXXVI                                                                        |
| LMB           | 8              | 5               | XX, XXV, XXVI, LVII, LIX, LXVIII, LXIX, LXX |
| TXL           | 5              | 5               | XXII, LVIII, LX, LXV, LXVI |
| Oliveros      | 1              | 0               | I |
| Combinado     | 1              | 0               | XXXV |
| México        | 1              | 0               | XCI |
| Cuba          | 0              | 3               | |
| Carmona       | 0              | 1               | |
| Tigres        | 0              | 1               | |
| Estrellas LMB | 0              | 1               | |

### Ciudades sede del Juego de Estrellas
| Ciudad           | Estadio                                                                                    | Cantidad |
| ---------------- | ------------------------------------------------------------------------------------------ | -------- |
| Ciudad de México | Parque del Seguro Social (19) Parque Delta (11) Estadio Alfredo Harp Helú (2) Foro Sol (1) | 33       |
| Monterrey        | Estadio de Béisbol Monterrey (6) Parque Cuauhtémoc (4)                                     | 10       |
| Mérida           | Estadio Kukulcán (3) / Parque Kukulcán Álamo (2)                                           | 5        |
| Puebla           | Estadio Olímpico Ignacio Zaragoza (2) Estadio Hermanos Serdán (2)                          | 4        |
| Saltillo         | Estadio Francisco I. Madero                                                                | 4        |
| Veracruz         | Parque Deportivo Veracruzano (2) Parque Deportivo Universitario "Beto Ávila" (2)           | 4        |
| San Antonio      | Mission Stadium (2) Wolff Stadium (1)                                                      | 3        |
| Campeche         | Estadio Venustiano Carranza (1) / Estadio Nelson Barrera Romellón (2)                      | 3        |
| Guadalajara      | Estadio Tecnológico de la UDG                                                              | 2        |
| Aguascalientes   | Parque Alberto Romo Chávez                                                                 | 2        |
| El Paso          | Cohen Stadium                                                                              | 2        |
| Torreón          | Estadio Revolución                                                                         | 2        |
| Oaxaca           | Estadio Eduardo Vasconcelos                                                                | 2        |
| Cancún           | Estadio Beto Ávila                                                                         | 2        |
| Monclova         | Estadio Monclova                                                                           | 2        |
| Villahermosa     | Parque Centenario 27 de Febrero                                                            | 2        |
| Nuevo Laredo     | Parque de Béisbol La Junta                                                                 | 1        |
| Reynosa          | Estadio Adolfo López Mateos                                                                | 1        |
| Poza Rica        | Parque Jaime J. Merino                                                                     | 1        |
| Gómez Palacio    | Estadio Rosa Laguna                                                                        | 1        |
| Tampico          | Estadio Ángel Castro                                                                       | 1        |
| Laredo           | West Martin Field                                                                          | 1        |
| Holguín          | Estadio Calixto García Íñiguez                                                             | 1        |
| Tijuana          | Estadio Calimax                                                                            | 1        |
| Chihuahua        | Estadio Monumental Chihuahua                                                               | 1        |